# سن-آلکسی-د-مون، کبک
سَن-آلِکسی-دِ-مُن (به فرانسوی: Saint-Alexis-des-Monts) قصبه‌ای در منطقه شهری ماسکینونژه ناحیه موریسی در استان کبک کانادا است. در سرشماری سال ۲۰۱۱ این قصبه ۳٬۱۱۹ نفر جمعیت داشته‌است و مساحت آن ۱٬۱۵۳٫۸۵ کیلومتر مربع است.